# Dennis Schmidt-Foß
Dennis Schmidt-Foß (Aschaffenburg, 5 agosto 1970) è un doppiatore e attore tedesco.

## Biografia
Ha iniziato la sua carriera di attore da ragazzo, debuttando sul grande schermo nel film Das Ende des Regenbogens (1979, regia di Uwe Frießner). Ha partecipato a diversi film e produzioni televisive. È fratello di Gerrit e Florian Schmidt-Foß, e marito di Dascha Lehmann, tutti e tre attori e doppiatori.
È tuttavia più noto per la sua attività di doppiatore: è stato la voce tedesca, tra gli altri, di Freddie Prinze Jr. (ad esempio, in So cosa hai fatto, Incubo finale, Scooby-Doo e Scooby-Doo 2), Ryan Reynolds (Amityville Horror, X-Men le origini - Wolverine), Lochlyn Munro (Scary Movie), Scott Speedman (Underworld, Underworld: Evolution), Casey Affleck (American Pie, American Pie 2), Eddie Murphy (Shrek terzo, Norbit, Piacere Dave), Joshua Jackson (Dawson's Creek, Ocean's Eleven, Bobby), Simon Pegg (Hot Fuzz, Star System - Se non ci sei non esisti), Barry Pepper (Il miglio verde, Compagnie pericolose), James Badge Dale (24, CSI: Miami, CSI: New York).